# Dam tot Damloop 2001
De Dam tot Damloop 2001 werd gehouden op zondag 23 september 2001. Het was de zeventiende editie van deze loop. In tegenstelling tot de twee voorgaande jaren ging de wedstrijd, die liep van Amsterdam naar Zaandam, weer over 10 Engelse mijl (16,1 km).
Bij de mannen won de Keniaan Charles Kamathi de wedstrijd in 46.05. Hij bleef hiermee zijn landgenoot Peter Kiplagat Chebet slechts vier seconden voor. De eveneens Keniaanse Wilson Kigen werd derde in 46.12. Bij de vrouwen streek ook al een Keniaanse met de hoogste eer, Susan Chepkemei, die finishte in 51.23.
Alle vrijwilligers en lopers kregen een honkbalpet met knipperend achterlicht.

## Statistieken
| afstand         | deelnemers |
| --------------- | ---------- |
| 10 Engelse mijl | 20700      |
| minilopen       | 3025       |
| 4 EM / 7 km     | 1300       |
| Totaal          | 25025      |

## Uitslagen

### Mannen
| rang   | naam                   | land | tijd  |
| ------ | ---------------------- | ---- | ----- |
| Goud   | Charles Kamathi        | KEN  | 46.05 |
| Zilver | Peter Kiplagat Chebet  | KEN  | 46.09 |
| Brons  | Wilson Kigen           | KEN  | 46.12 |
| 4      | Christopher Cheboiboch | KEN  | 46.15 |
| 5      | Philip Mosima          | KEN  | 46.34 |
| 6      | Philip Singoei         | KEN  | 46.35 |
| 7      | Paul Koech             | KEN  | 46.36 |
| 8      | Habte Jifar            | ETH  | 46.47 |
| 9      | El-Arbi Zeroual        | FRA  | 46.57 |
| 10     | Rodgers Rop            | KEN  | 47.01 |
| 11     | John Gwako             | KEN  | 47.18 |
| 12     | Jeroen van Damme       | NED  | 47.50 |
| 13     | Marco Gielen           | NED  | 48.03 |
| 14     | Peter Chebet Kiprono   | KEN  | 48.29 |
| 15     | Peter Kiprotich        | KEN  | 48.37 |
| 16     | Greg van Hest          | NED  | 48.38 |
| 17     | Abdelaziz Bougra       | MAR  | 48.46 |
| 18     | Hilaire Ntirempeba     | BDI  | 49.26 |
| 19     | Marcel Versteeg        | NED  | 49.32 |
| 20     | Peter van Egdom        | NED  | 49.40 |
| 21     | Luc Krotwaar           | NED  | 49.54 |
| 22     | Dick van de Broek      | NED  | 49.56 |
| 23     | Rik Ceulemans          | BEL  | 50.07 |
| 24     | James Kipketer         | KEN  | 50.10 |
| 25     | Hugo van den Broek     | NED  | 50.17 |

### Vrouwen
| rang   | naam                      | land | tijd    |
| ------ | ------------------------- | ---- | ------- |
| Goud   | Susan Chepkemei           | KEN  | 51.23   |
| Zilver | Isabella Ochichi          | KEN  | 51.46   |
| Brons  | Linah Cheruiyot           | KEN  | 53.15   |
| 4      | Mary Ptikany              | KEN  | 53.39   |
| 5      | Leah Malot                | KEN  | 53.51   |
| 6      | Nadezhda Wijenberg        | NED  | 54.21   |
| 7      | Irma Heeren               | NED  | 54.55   |
| 8      | Sandra Van Den Haesevelde | BEL  | 55.18   |
| 9      | Simona Staicu             | HUN  | 55.34   |
| 10     | Wilma van Onna            | NED  | 55.40   |
| 11     | Valerie Vaughan           | IRL  | 55.42   |
| 12     | Lyudmila Afonjushkina     | RUS  | 57.04   |
| 13     | Anne van Schuppen         | NED  | 57.31   |
| 14     | Femke Klous               | NED  | 58.02   |
| 15     | Annelieke van der Sluijs  | NED  | 58.16   |
| 16     | Elena Burykina            | RUS  | 58.32   |
| 17     | Vivian Ruijters           | NED  | 58.57   |
| 18     | Suzanne Wiertsema         | NED  | 1:00.33 |
| 20     | Edith Kortekaas           | NED  | 1:02.05 |

1985 ·
1986 ·
1987 ·
1988 ·
1989 ·
1990 ·
1991 ·
1992 ·
1993 ·
1994 ·
1995 ·
1996 ·
1997 ·
1998 ·
1999 ·
2000 ·
2001 ·
2002 ·
2003 ·
2004 ·
2005 ·
2006 ·
2007 ·
2008 ·
2009 ·
2010 ·
2011 ·
2012 ·
2013 ·
2014 ·
2015 ·
2016 ·
2017 ·
2018 ·
2019